# Cochranella resplendens
Cochranella resplendens  (rana de cristal resplandeciente) es una especie de anfibio anuro de la familia de las ranas de cristal (Centrolenidae). Se distribuye por debajo de los 1100 metros de altitud en las regiones amazónicas del sudoeste de Colombia, Ecuador, Bolivia, Perú y en el estado de Amapá (Brasil). También cuenta con una población en Antioquia (Colombia) entre los 1300 y los 1700 m.
Hasta 2020 se consideraba a la población boliviana una especie independiente: Cochranella phryxa. Esta población se encuentra en la provincia de Sud Yungas en el departamento de La Paz a unos 1000 m sobre el nivel del mar en el lado amazónico de la cordillera Oriental.
Habita junto a arroyos en selvas tropicales primarias y secundarias. Pone sus huevos en hojas junto a los arroyos, y cuando eclosionan los renacuajos caen al agua donde se desarrollarán. Fuera del período de reproducción habitan en el dosel arbóreo.

## Publicación original
Lynch, J. D. & W. E. Duellman. 1973. A review of the centrolenid frogs of Ecuador, with descriptions of new species. Occasional Papers of the Museum of Natural History, University of Kansas 16: 1–66. 